# Jatingarang (Bayan)
Jatingarang is een bestuurslaag in het regentschap Purworejo van de provincie Midden-Java, Indonesië. Jatingarang telt 1326 inwoners (volkstelling 2010).